# Andreas Höferl
Andreas Höferl (* 18. Mai 1959 in Krems, Niederösterreich) ist ein österreichischer Politiker der Sozialdemokratischen Partei Österreichs (SPÖ). Er war bis Mai 2024 Abgeordneter zum Wiener Landtag bzw. Mitglied des Wiener Gemeinderates und Klubdirektor im SPÖ-Rathausklub.

## Ausbildung
Seine Matura machte er am Bundesgymnasium in Krems. Nach einem Studium der Rechte, Geschichte und Kommunikationswissenschaften promovierte er 1988 an der Universität Wien mit einer Arbeit zur Öffentlichkeitsarbeit österreichischer Arbeiterkammern.

## Politik und Funktionen
Seine politische Karriere begann er im Jahr 1985 als stellvertretender Landesvorsitzender bei der Jungen Generation in der SPÖ Niederösterreich. Diese Position verließ er 1992. Vom November 2015 bis zu November 2020 war er Mitglied der Bezirksvertretung von Wien-Währing. Seit 2019 ist er Vorsitzender der Bezirksgruppe Währing der SPÖ, ab November 2020 war er Abgeordneter zum Wiener Landtag bzw. Mitglied des Wiener Gemeinderates. Ende Mai 2024 verabschiedete er sich in den Ruhestand, sein Mandat ging an Michael Trinko.